# Liothrips floridensis
Liothrips floridensis är en insektsart som först beskrevs av Watson 1913.  Liothrips floridensis ingår i släktet Liothrips och familjen rörtripsar. Inga underarter finns listade i Catalogue of Life.